# Битва при Каліакрії (1791)
Битва при Каліакрії — остання битва Російсько-турецької війни 1787—1792 років, яка відбулась 11 серпня 1791 року поблизу мису Каліакрія (тепер мис Каліакра на північно-східному узбережжі Болгарії).

## Хід битви

Карта битви при Каліакрії

Російська ескадра контр-адмірала Ф. Ф. Ушакова 8 серпня 1791 року вийшла із Севастополя з метою пошуку та знищення османського флоту. Рухаючись в похідному строю трьома колонами, вона помітила османську ескадру під командуванням капудан-паші Хусейна, яка стояла на якорі поблизу мису Каліакрія під захистом берегових батарей.
Намагаючись виграти час, зайняти зручне становище та захопити противника зненацька, Ушаков не став перестроювати ескадру у прийнятий тоді бойовий порядок (одна кільватерна колона). Незважаючи на вогонь османських берегових батарей, він відрізав ескадру противника від берега. Поки османи в паніці рубали якірні канати, намагаючись вишикуватись в лінію баталії, російські кораблі атакували ворожий флот. Османська ескадра стала безладно відходити. Для переслідування противника Ушаков вишикував свої кораблі в кільватерну лінію та спрямував їх паралельно до османської ескадри.
Кораблі авангарду османської ескадри під командуванням Сеїта-Алі спробували атакувати головні кораблі російської ескадри та перерізати їх курс. Проте Ушаков на лінійному кораблі «Рождество Христово» вийшов з лінії баталії, рішуче контратакував флагманський корабель противника та змусив його вийти з бою. Інші російські кораблі, продовжуючи зближуватись з османськими кораблями, намагались артилерійським вогнем вивести їх з ладу. Багато кораблів противника зазнали значних ушкоджень та втрат в особовому складі. Тільки на кораблі, де знаходився Сеїт-Алі, було вбито та поранено понад 450 чоловік.
Не витримавши сильного вогню російського флоту, османські кораблі припинили бій та під прикриттям темряви вирушили до Босфору.

## Особливості тактики

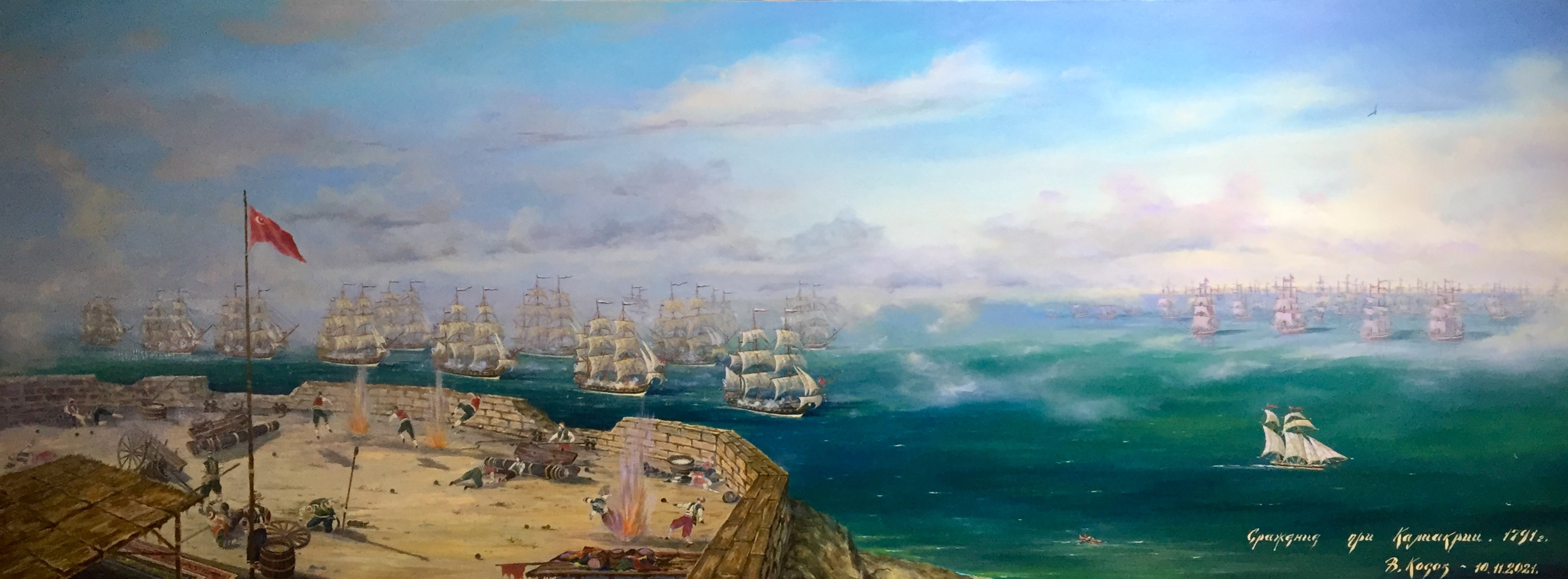
Битва за Каліакрії. Ф.Ф. Ушаков 1791 рік. художник Володимир Косов

В битві при Каліакрії Ушаков застосував новий тактичний прийом — атаку ескадри противника в похідному строю трьома колонами, що стало для османів несподіванкою та викликало сум'яття на їх кораблях. Важливим фактором, що вплинув на успіх, був сміливий маневр — прохід російської ескадри між берегом та османською ескадрою з метою зайняти вигідне навітренне положення перед атакою, а також вихід Ушакова з кільватерного строю в ході переслідування для контратаки флагманського корабля противника. Такі дії суперечили тогочасним канонам лінійної тактики, яка вимагала суворого дотримання кільватерного строю.

## Наслідки
Частина османських кораблів розсіялась вздовж узбережжя. Доля капудан-паші довгий час була невідома. Алжирська ескадра Сеїта-Алі вночі досягла Константинополя. В місті поширились чутки, що Ушаков готовий штурмувати Константинополь.
Успіх російського флоту в битві при Каліакрії прискорив укладення Ясськогой мирного договору.
За перемогу при Каліакрії Ушаков був нагороджений орденом Святого Олександра Невського.
14 командирів були нагороджені орденами святого Георгія та Святого Володимира 2 ступеню.